# Josef Abenthung
Josef Abenthung est un compositeur et organiste autrichien né le 19 février 1779 à Götzens et mort dans la même ville le 2 août 1860.

## Biographie
Josef Abenthung naît à Götzens le 19 février 1779 de Franz Abenthung et d'Elisabeth Abenthung, née Graßmayr.
Après avoir suivi des cours d'orgue à Stams, il travaille comme enseignant, sacristain et organiste dans sa paroisse d'origine à partir de 1794, et est également chef d'orchestre à Götzens. Il compose plus de 500 œuvres de fanfare, de cantates scolaires et de chœurs d'église.
Ses modèles sont Joseph Alois Holzmann (de), Alois Bauer (uk) et Johann Gänsbacher.
Son œuvre musicale, conservée au Tiroler Landesmuseum, est réputée dans tout le Tyrol et il a pour surnom Mozart de Götzens.
Lors de la Rébellion du Tyrol, il est capitaine de la Schützenkompanie de Götzens. Il en sort blessé et acquiert le statut de vétéran.